# Ustrinum

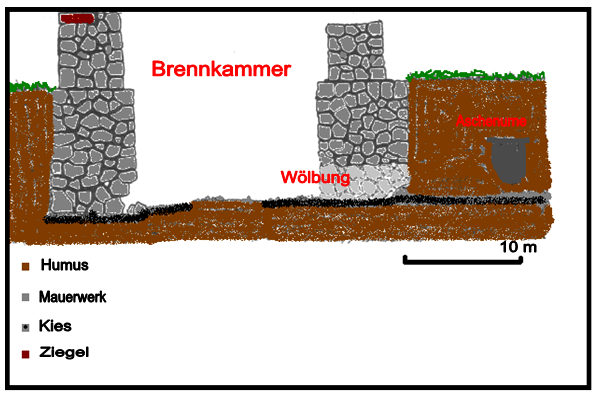
Com era

Entre els antics romans, es deia ustrí al lloc dedicat a cremar els cossos dels difunts. Hi havia estris públics i particulars. Els primers estaven destinats als pobres i gents mitjanament acomodades, sent en ells els esclaus els que cremaven els morts.